# Ana Alós

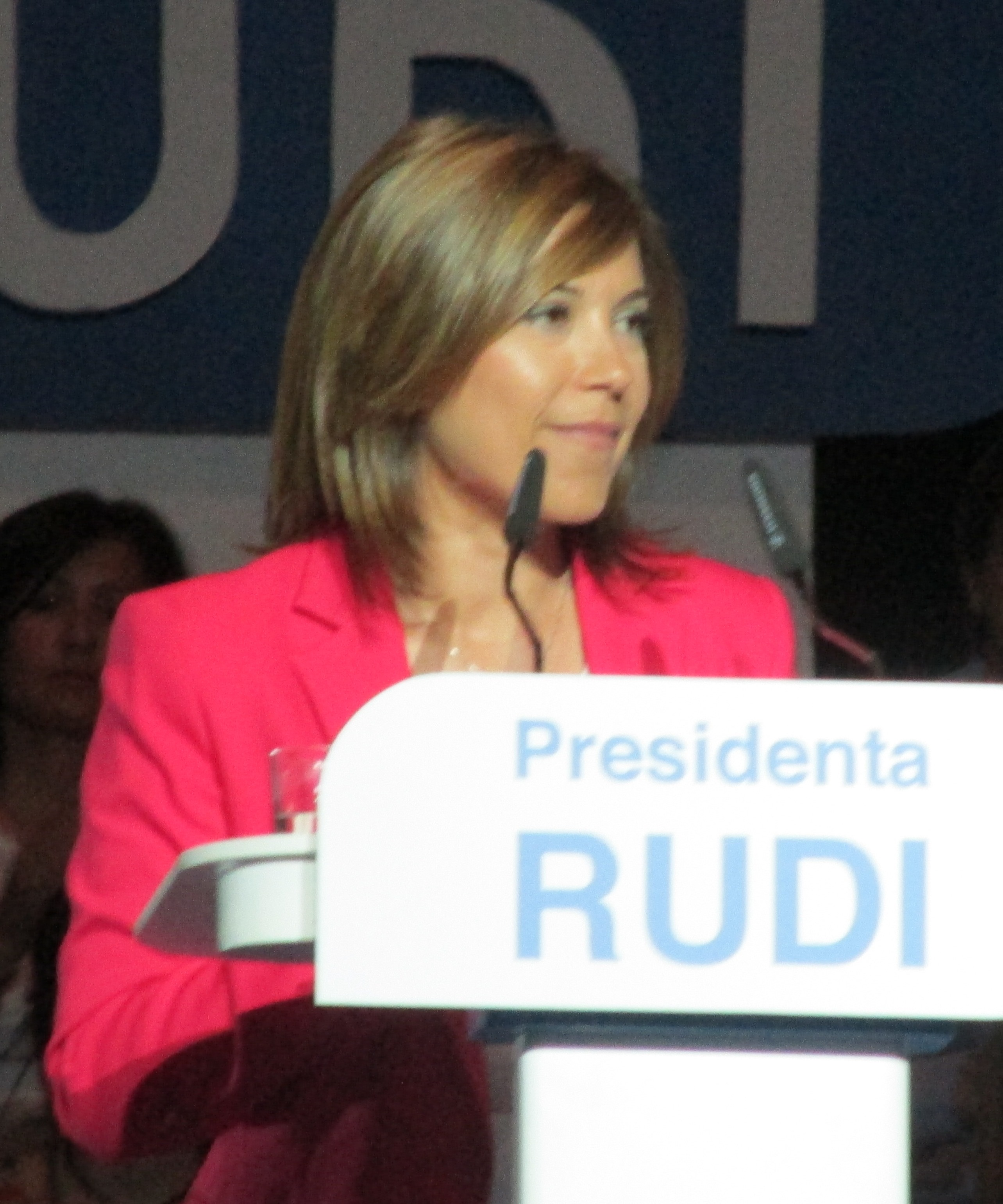
Ana Alós (2015)

Ana Isabel Alós López (* 11. Mai 1969 in Huesca) ist eine spanische Politikerin der Partido Popular.

## Werdegang
Alós studierte Wirtschaftswissenschaft an der Universität Saragossa, anschließend absolviert sie ein Masterstudium in Unternehmensführung am ICADE der Päpstlichen Universität Comillas. Zunächst arbeitete sie in der kommunalen Verwaltung von Canal de Berdún, ehe sie als Unternehmensberaterin arbeitete und später diverse Unternehmen gründete. 
Seit 2003 saß sie im Stadtrat von Huesca. Bei den Kommunalwahlen 2011 wurde die von ihr angeführte PP-Liste größte Fraktion, in der Folge wurde sie zur Bürgermeisterin der Stadt gewählt. Bei der Wahl vier Jahre später blieb die PP zwar größte Fraktion, verlor aber die Mehrheit und ihr Vorgänger Luis Felipe Serrate kehrte als PSOE-Kandidat an die Spitze der Stadt zurück.
Obwohl die PP bei den Parlamentswahlen 2015 massive Verluste verzeichnete wurde Alós als Abgeordnete in den Congreso de los Diputados gewählt. Bei den Parlamentswahlen 2016, die nach misslungenen Regierungsbildungen vorzeitig anberaumt worden waren, behielt sie ihr Mandat. 